# Armand Cuvillier
Pour les articles homonymes, voir Cuvillier.
Armand Cuvillier, né le 3 octobre 1887 à Paris et mort le 23 avril 1973 dans la même ville, est un professeur de philosophie et journaliste français.

## Aperçu biographique
Ancien élève de l'École normale supérieure (promotion 1908), classé premier à la session spéciale d'octobre de l'agrégation de philosophie de 1919, il devient professeur dans de nombreux lycées, notamment au Lycée Louis-le-Grand. Cuvillier s'employa à présenter les différentes doctrines philosophiques dans des traités et choix de textes restés célèbres. Il se spécialisa plus particulièrement dans la philosophie de Nicolas Malebranche. S'intéressant également à la sociologie, il participa à l'activité de nombreuses revues littéraires et philosophiques. Il gravite un temps dans le groupe formé par le sociologue Georges Gurvitch, autour de la revue : Cahiers Internationaux de Sociologie, à laquelle il collabore.  Dans son Manuel de Sociologie, il revendique l'héritage de la sociologie de Durkheim, qu'il oppose à la tradition sociologique allemande, critiquée dans le contexte d'après-guerre. C'est dans Partis pris sur l'art, la philosophie, l'histoire (1956) qu'il compila ses essais et articles personnels.

## Œuvres
- Proudhon, Paris, Éditions sociales internationales, 1937, 278 p.

- Petit Vocabulaire de la langue philosophique, Paris, A. Colin, 1938 (4e éd. revue et augmentée), 112 p.
- Introduction à la sociologie, Paris, Armand Colin, 1939, 208 p.
- P.-J.-B. Buchez et les origines du socialisme chrétien, Paris, Presses universitaires de France, 1948, 82 p.
- Où va la sociologie Française ?  Paris, Librairie Marcel Rivière, 1953, 232 p.
- Précis de Philosophie, Classe de Philosophie, 2 vol., Armand Colin, 1957.
- Un journal d'ouvriers : « L'Atelier » (1840-1850), Paris, Les Éditions Ouvrières, coll. "Masses et Militants", 1954, 226 p.
- Textes choisis des auteurs philosophiques, 2 vol., Armand Colin, 1954-55.
- La dissertation philosophique, 2 vol., Armand Colin, 1958.
- Manuel de sociologie, avec notices bibliographiques, Paris, Presses universitaires de France (PUF), 1950-... (1950-1972) en 3 tomes : (lx + 730 p.)
- Essai sur la mystique de Malebranche, Paris, J. Vrin, 1954, 120 p.
- Hommes et idéologies de 1840, préf. de Georges Bourgin, Paris, M. Rivière, 1956, 250 p.
- Partis pris sur l'art, la philosophie, l'histoire, Paris, A. Colin, 1956, 353 p.
- Sociologie et problèmes actuels, Paris, J. Vrin, 1961 (2e éd. augmentée), 230 p.

Éditions posthumes
- Nouveau vocabulaire philosophique, [nouvelle éd.], Paris, A. Colin, 1977, 209 p.
- Cours de philosophie, Paris, Librairie générale française, 1986, 2 vol., 649 p. et 457 p.
- Vocabulaire philosophique, Paris, Librairie générale française, 1988, 256 p.

Adaptations et traductions
- Emilio Wilelms, Dictionnaire de sociologie. Adaptation française par A. Cuvillier, Paris, Rivière, 1961.